# Peltodon
Peltodon es un género  de plantas con flores perteneciente a la familia Lamiaceae. Es originario de  Sudamérica tropical.Comprende 20 especies descritas y de estas, solo 4 aceptadas.

## Taxonomía
El género fue descrito por Nicholas Edward Brown y publicado en Pl. Brasil. 1: 66. 1827. La especie tipo es: ''Peltodon radicans Pohl 
Etimología
Peltodon: nombre genérico  

## Especies aceptadas
A continuación se brinda un listado de las especies del género Peltodon aceptadas hasta mayo de 2015, ordenadas alfabéticamente. Para cada una se indica el nombre binomial seguido del autor, abreviado según las convenciones y usos.	
- Peltodon longipes A.St.-Hil. ex Benth., Labiat. Gen. Spec.: 63 (1833).
- Peltodon pusillus Pohl, Pl. Bras. Icon. Descr. 1: 67 (1827).
- Peltodon radicans Pohl, Pl. Bras. Icon. Descr. 1: 68 (1827).
- Peltodon rugosus Tolm., Bot. Mater. Gerb. Glavn. Bot. Sada RSFSR 4: 62 (1923).
- Peltodon tomentosus Pohl, Pl. Bras. Icon. Descr. 1: 69 (1827).